# Шетський район
Ше́тський район (каз. Шет ауданы, рос. Шетский район) — адміністративна одиниця у складі Карагандинської області Казахстану. Адміністративний центр — село Аксу-Аюли.

## Історія
Четський район утворений 1928 року з центром у селі Аксу-Аюли.
22 лютого 1933 року район зі складу Алма-Атинської області передано до складу Карагандинської області.
4 липня 1934 року район передано до складу відновленого Каркаралінського округу.
1993 року перейменовано в сучасну назву.

## Населення
Населення — 38549 осіб (2021; 45715 у 2009, 54341 у 1999, 73234 у 1989).

## Склад
До складу району входять 19 сільських округів та 6 селищних адміністрацій:
| Поселення                                 | Площа, км² | Населення, осіб (1989) | Населення, осіб (1999) | Населення, осіб (2009) | Населення, осіб (2021) | Центр           | Населені пункти |
| ----------------------------------------- | ---------- | ---------------------- | ---------------------- | ---------------------- | ---------------------- | --------------- | --------------- |
| Агадирська селищна адміністрація          | -          | 13713                  | 11140                  | 10136                  | 9838                   | Агадир          | 2               |
| Акжальська селищна адміністрація          | -          | 4642                   | 3969                   | 3875                   | 3622                   | Акжал           | 3               |
| Акчатауська селищна адміністрація         | -          | 6294                   | 2565                   | 1149                   | 830                    | Акчатау         | 1               |
| Дар'їнська селищна адміністрація          | -          | 1313                   | 1005                   | 825                    | 477                    | Дар'їнський     | 1               |
| Мойинтинська селищна адміністрація        | -          | 3470                   | 2923                   | 2284                   | 1870                   | Мойинти         | 2               |
| Сакен-Сейфуллінська селищна адміністрація | -          | 4942                   | 3641                   | 3696                   | 2891                   | Сакен Сейфуллін | 1               |
| Акойський сільський округ                 | -          | 1306                   | 972                    | 715                    | 539                    | Акой            | 1               |
| Аксу-Аюлинський сільський округ           | -          | 5722                   | 5479                   | 5170                   | 5540                   | Аксу-Аюли       | 5               |
| Акчатауський сільський округ              | -          | 1138                   | 829                    | 504                    | 288                    | Жарилгап-батир  | 2               |
| Акшокинський сільський округ              | -          | 1601                   | 889                    | 673                    | 472                    | Кизилтау        | 2               |
| Батицький сільський округ                 | -          | 1019                   | 738                    | 799                    | 602                    | Батик           | 1               |
| Босагинський сільський округ              | -          | 1907                   | 1233                   | 975                    | 735                    | Босага          | 1               |
| Бурминський сільський округ               | -          | 1695                   | 1605                   | 1470                   | 1066                   | Бурма           | 2               |
| Каріма Минбаєва сільський округ           | -          | 3003                   | 992                    | 503                    | 151                    | Кизилтау        | 1               |
| Кеншокинський сільський округ             | -          | 1162                   | 1108                   | 859                    | 723                    | Нура            | 1               |
| Кійктинський сільський округ              | -          | 819                    | 1020                   | 951                    | 835                    | Кійкті          | 1               |
| Коктенкольський сільський округ           | -          | 2045                   | 1576                   | 1355                   | 970                    | Коктенколь      | 5               |
| Краснополянський сільський округ          | -          | 2407                   | 1675                   | 1299                   | 1067                   | Красна Поляна   | 4               |
| Нижньокайрактинський сільський округ      | -          | 2524                   | 1652                   | 1031                   | 649                    | Нижні Кайракти  | 2               |
| Нураталдинський сільський округ           | -          | 2352                   | 2008                   | 1808                   | 1378                   | Кошкарбай       | 5               |
| Ортауський сільський округ                | -          | 1469                   | 614                    | 597                    | 342                    | Ортау           | 3               |
| Тагилинський сільський округ              | -          | 1611                   | 1368                   | 1009                   | 789                    | Жумискер        | 3               |
| Талдинський сільський округ               | -          | 1641                   | 1382                   | 1037                   | 729                    | Талди           | 3               |
| Успенський сільський округ                | -          | 2721                   | 2433                   | 2027                   | 1464                   | Успенське       | 4               |
| Шетський сільський округ                  | -          | 2718                   | 1525                   | 968                    | 682                    | Унрек           | 4               |

## Найбільші населені пункти
Населені пункти з чисельністю населення понад 1000 осіб:
| № | Населений пункт | Населення, осіб (1989) | Населення, осіб (1999) | Населення, осіб (2009) | Населення, осіб (2021) |
| - | --------------- | ---------------------- | ---------------------- | ---------------------- | ---------------------- |
| 1 | Агадир          | 12387                  | 10564                  | 9612                   | 9756                   |
| 2 | Аксу-Аюли       | 4602                   | 4522                   | 4586                   | 5051                   |
| 3 | Акжал           | 3451                   | 3374                   | 3397                   | 3405                   |
| 4 | Сакен Сейфуллін | 4942                   | 3641                   | 3696                   | 2891                   |
| 5 | Мойинти         | 2423                   | 2636                   | 2235                   | 1860                   |